# Bruno Giordano
Pour les articles homonymes, voir Giordano.
Ne doit pas être confondu avec le philosophe italien Giordano Bruno
Bruno Giordano (né le 13 août 1956 à Rome) est un footballeur international italien évoluant au poste d'attaquant avant d'être un entraîneur de football.

## Biographie
Giordano joue pour quatre clubs italiens durant sa carrière : son club formateur de la Lazio de Rome, le SSC Naples, l'Ascoli Calcio et le Bologne FC. Il est aussi sélectionné au sein de l'équipe d'Italie de football avec lequel il joue treize matchs pour un but inscrit. Il entraîne ensuite divers clubs italiens.

## Palmarès
- Vainqueur du Championnat d'Italie de football en 1987 avec le SSC Naples.

- Vainqueur de la Coupe d'Italie de football en 1987 avec le SSC Naples.

- Meilleur buteur du Championnat d'Italie de football 1978-1979 avec 19 buts[1].